# João de Castilho

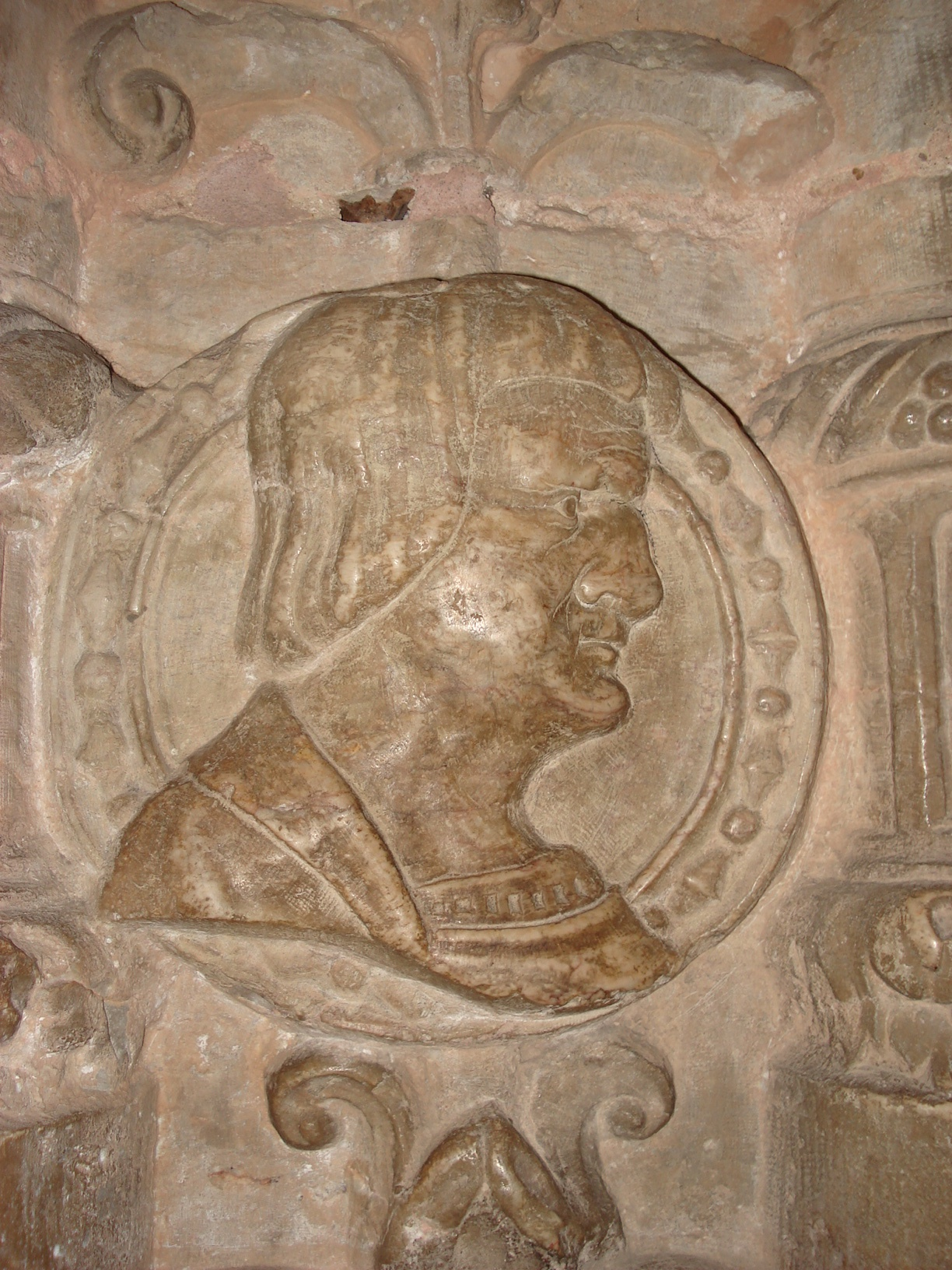
Médaillon représentant João de Castilho
au monastère des Hiéromytes

João de Castilho est un architecte hispano-portugais originaire de la Cantabrie, né dans la localité Castillo Siete Villas, situé dans la commune d'Arnuero vers 1470, mort avant 1553, probablement en 1552.
Il était le fils aîné de Sanches Diogo Castilho et de D. Maria Zorella ou Zorilha Zurilha. Il était le frère de Diogo de Castilho.

## Biographie

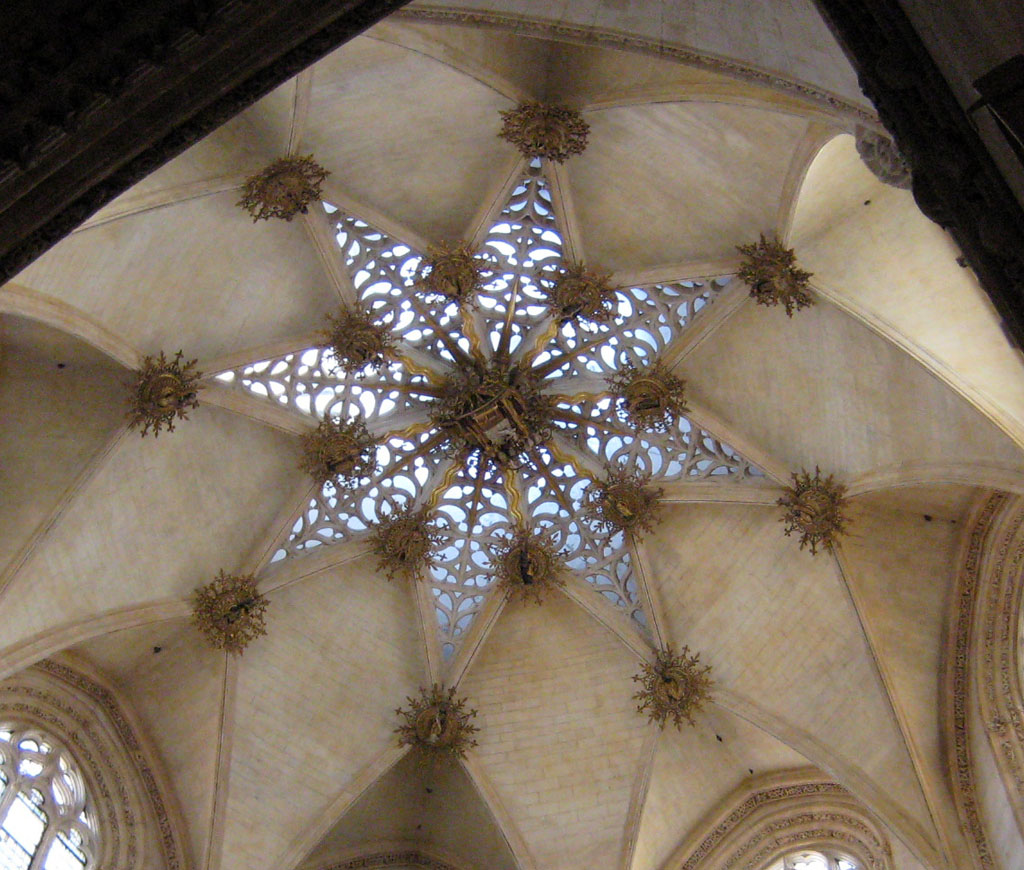
La voûte de la chapelle du Connétable de la cathédrale de Burgos

Le début de la carrière de João de Castilho est en Espagne, sur les dernières constructions gothiques de la cathédrale de Burgos où Simon de Cologne réalise la chapelle du Connétable, en 1495. C'est probablement sur ce chantier qu'il s'initie aux voûtes courbes.
Il se rend ensuite sur le chantier de la cathédrale de Séville avec Simon de Cologne. C'est sur ce chantier qu'on lui donne le nom de Juan de Castillo qu'il a repris à partir de 1507.
En 1508, il est à Setúbal, au Portugal, avec Alonso Rodriguez, pour acheter des pierres pour la cathédrale de Séville.

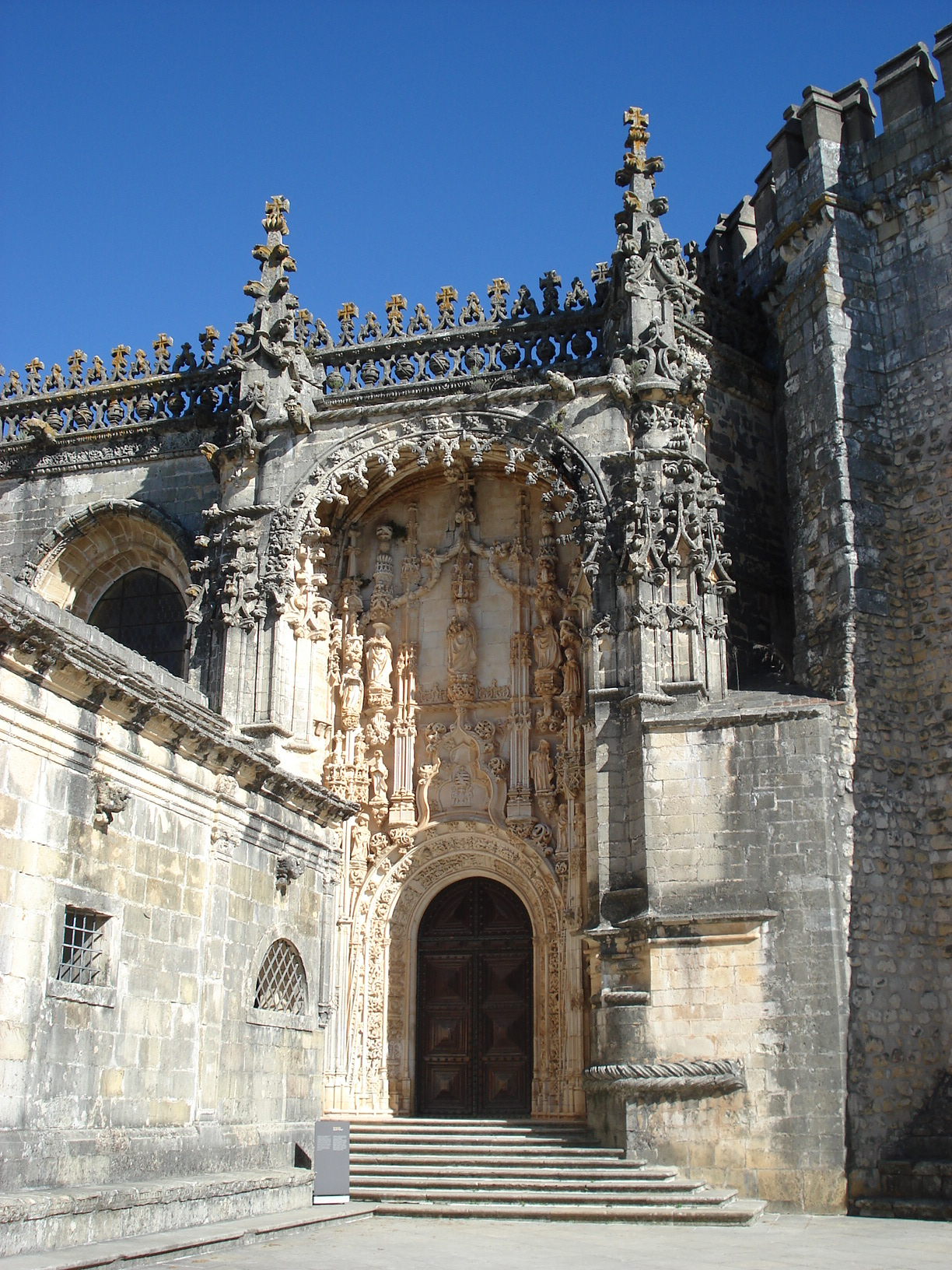
Le portail principal de l'église du Couvent du Christ

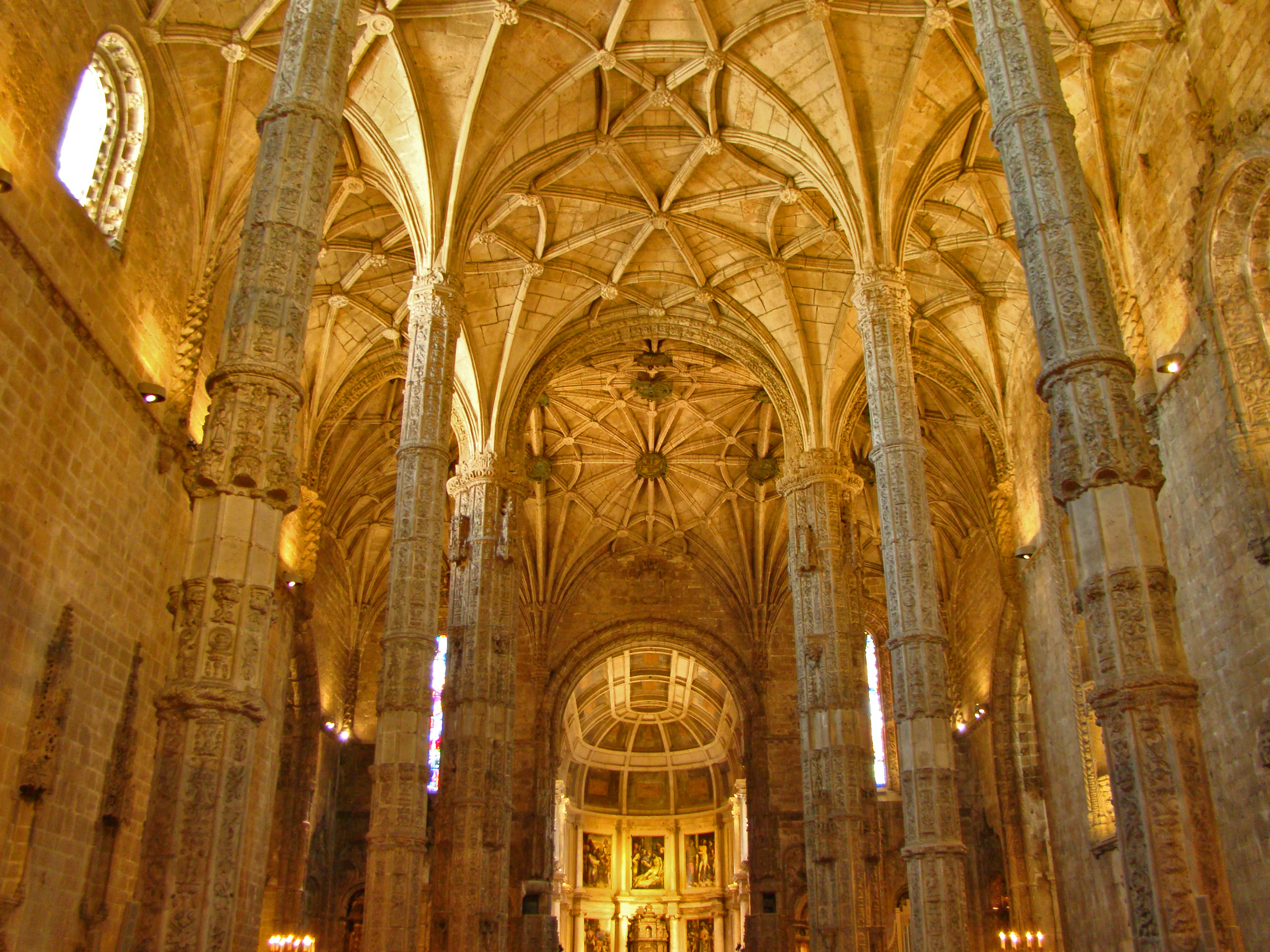
La voûte de la nef de l'église du monastère des Hiéronymites

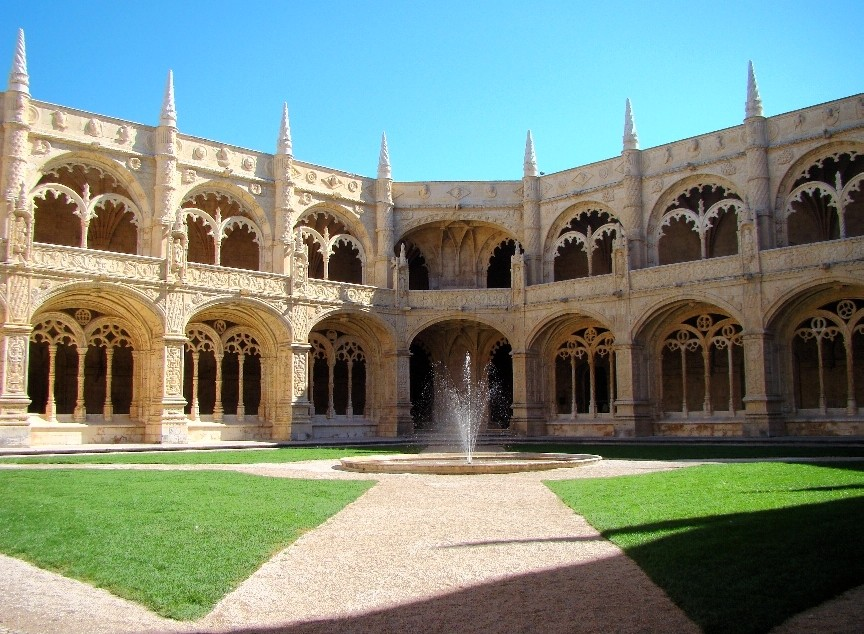
La cloître du monastère des Hiéronymites

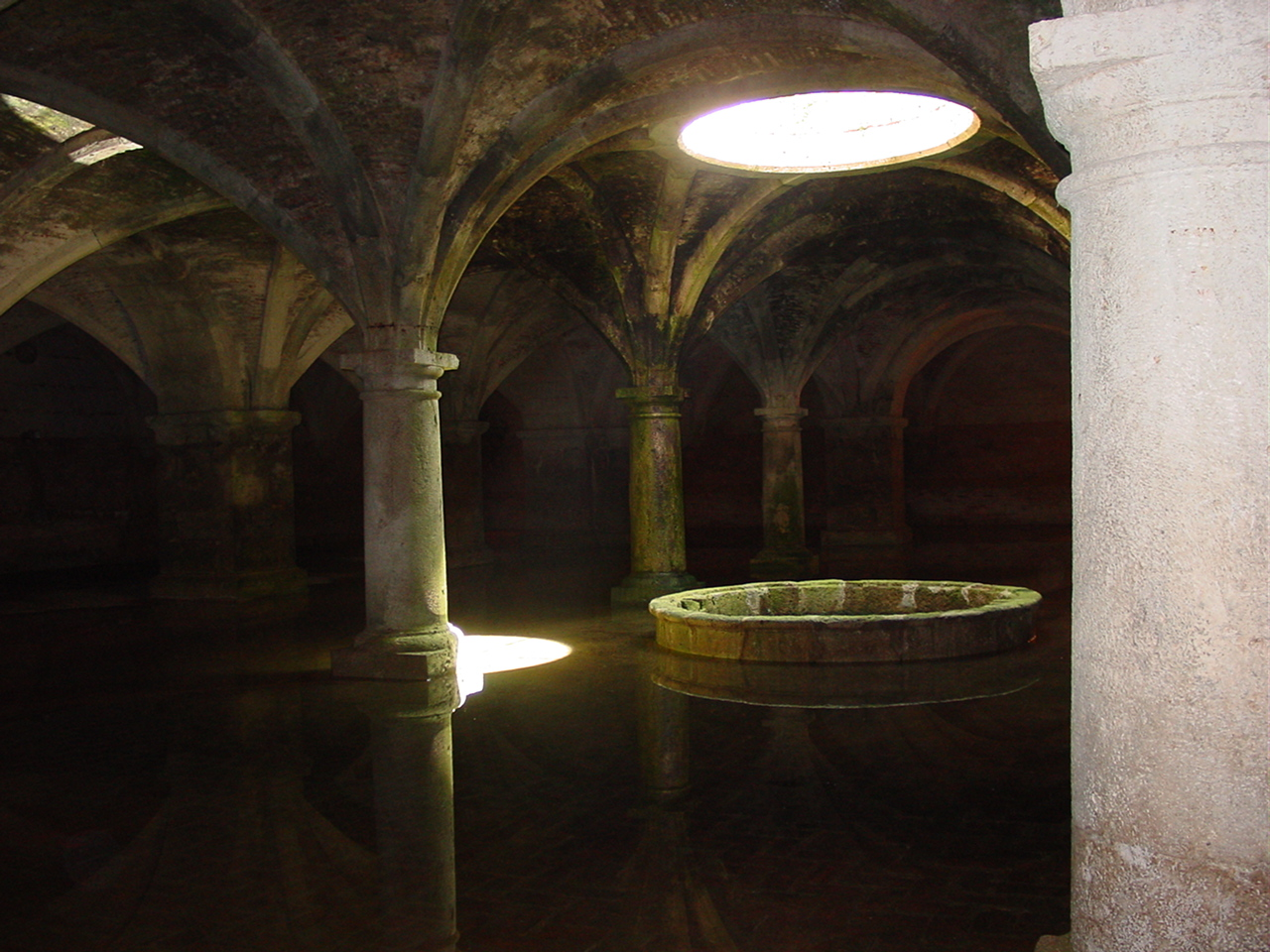
Citerne de la forteresse de Mazagrão

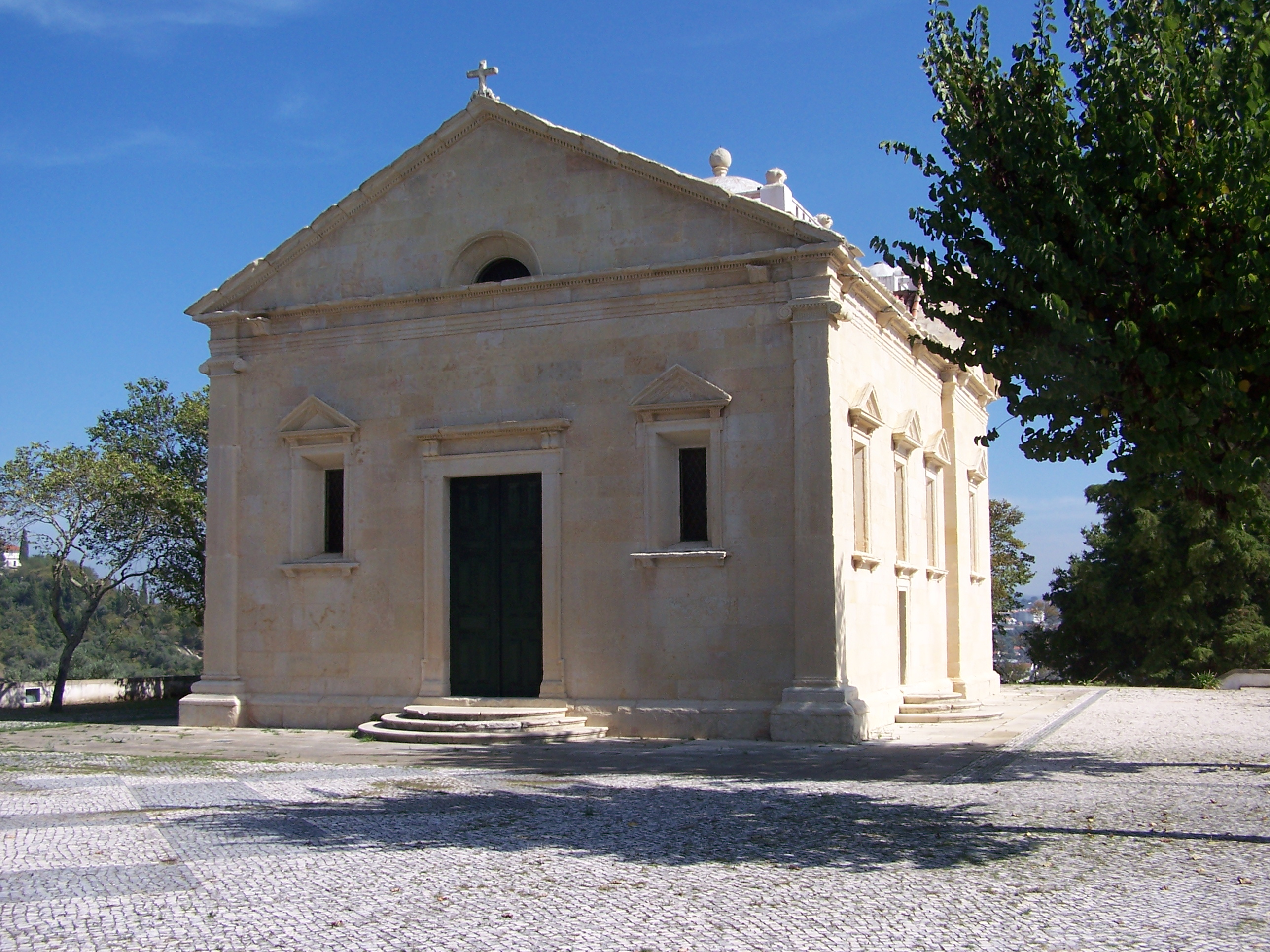
La chapelle de l'ermitage Nossa Senhora da Conceição

Il commence à travailler au Portugal, en 1509, sur la cathédrale de Braga, première construction portugaises sur laquelle il réalise des nervures courbes sur la voûte du chœur. Par comparaison de la forme des voûtes, on peut supposer qu'il a été l'architecte de la voûte du chœur de l'église de Jésus de Setúbal.
En 1511, il signe le contrat pour la construction de la nef, des arcs et de la porte principale de l'église Saint-Jean-Baptiste de Vila do Conde.
L'évêque Diogo Ortiz de Vilhegas lui demande de travailler sur la cathédrale de Viseu, en 1513, probablement pour réaliser la voûte sous la tribune.
Par comparaison stylistique avec le monastère des Hiéronymites, on lui attribue généralement les églises-halles de Freixo de Espada à Cinta et d'Arronches.
En 1515 il devient l'architecte du roi Manuel Ier. Il devient le maître d'œuvre du Couvent de l'ordre du Christ à Tomar, il remplace Diogo Boitaca au monastère des Hiéronymites en 1517, travaille au monastère d'Alcobaça en 1519 et au monastère de Batalha en 1528.
Entre 1510 et 1515, Diogo de Arruda avait élevé un bâtiment de deux étages à l'ouest de la rotonde des Templiers qui comprend la sacristie où il a réalisé une fenêtre de style manuélin remarquable et le nouveau chœur de l'église En 1515, João de Castilho est le maître d'œuvre. Il réalise le portail principal de l'église, les voûtes de la nef et de la tribune, la salle du chapitre. Il construit les cinq cloîtres du couvent. Il termine le grand cloître, entre 1530 et 1532, et bâtit es bâtiments autour du petit cloître de Santa-Barbara.
En juillet 1519, il travaille à la sacristie et à la bibliothèque du monastère d'Alcobaça. Il ne doit plus être présent sur ce chantier après 1528 car il n'y a aucune trace de paiement le concernant. À cette date, il est le maître d'œuvre au monastère de Batalha où il a dû construire le passage entre l'église et les chapelles incomplètes.
En 1517, João de Castilho est le maître d'œuvre du monastère des Hiéronymites à la place de Diogo Boitica pour construire la sacristie, le cloître et la porte sud. En 1522, il signe un contrat avec le roi Dom João III pour réaliser les piliers et les voûtes du transept. L'attribution des parties de l'édifice entre les deux architectes n'est pas très précise. Il a probablement aussi réalisé les voûtes de la nef de l'église.
En 1542, il doit interrompre ses travaux pour travailler sur la forteresse de Mazagão, au Maroc.
Sa dernière œuvre est œuvre est la chapelle de l'ermitage Nossa Senhora da Conceição. Après sa mort, la chapelle a été terminée par Diogo de Torralva et Filippo Terzi.

## Principaux ouvrages
- Couvent de l'ordre du Christ à Tomar
- Monastère des Hiéronymites
- Forteresse de Mazagrão
- Monastère de Batalha
- Monastère d'Alcobaça

## Famille
Il a été marié à Maria Fernandes Quintanilha et a été le père de :
- Frère Diogo de Castilho, moine au monastère d'Alcobaça. Il a un écrit un livre en 1538 : Livro da origem dos Turcos he de seus Emperadores; Colligido por ho Padre frei Diogo de Castilho, monge do Moesteiro Dalcobaça[4].
- António de Castilho (vers 1525-1593)[5], il avait montré dès son plus jeune âge un talent dans les lettres. Il a été docteur en droit de l'Université de Coimbra, juge de la Chambre des Suppliques en 1566. Le roi Dom João III le nomma chevalier commandeur de l'Ordre d'Aviz. Il a fait partie du conseil du roi Dom Sebastião qui l'a envoyé comme ambassadeur auprès de la cour d'Angleterre. À son retour, en 1571, il est nommé chef des archives de Torre do Tombo. La plupart des ouvrages qu'il a écrit ont été perdus, sauf deux : Comentário do Cerco de Goa e Chaul no ano de 1570, Vice-Rei Dom Luís de Ataíde, escrito por António de Castilho..., de 1571, et Elogio del-rei D. João de Portugal, terceiro, do nome.
- Luis de Castilho[6].
- Pêro de Castilho[7].

## Source
- (pt) Cet article est partiellement ou en totalité issu de l’article de Wikipédia en portugais intitulé « João de Castilho » (voir la liste des auteurs).